# Castellania (Malte)
Pour l’article homonyme, voir Castellania.

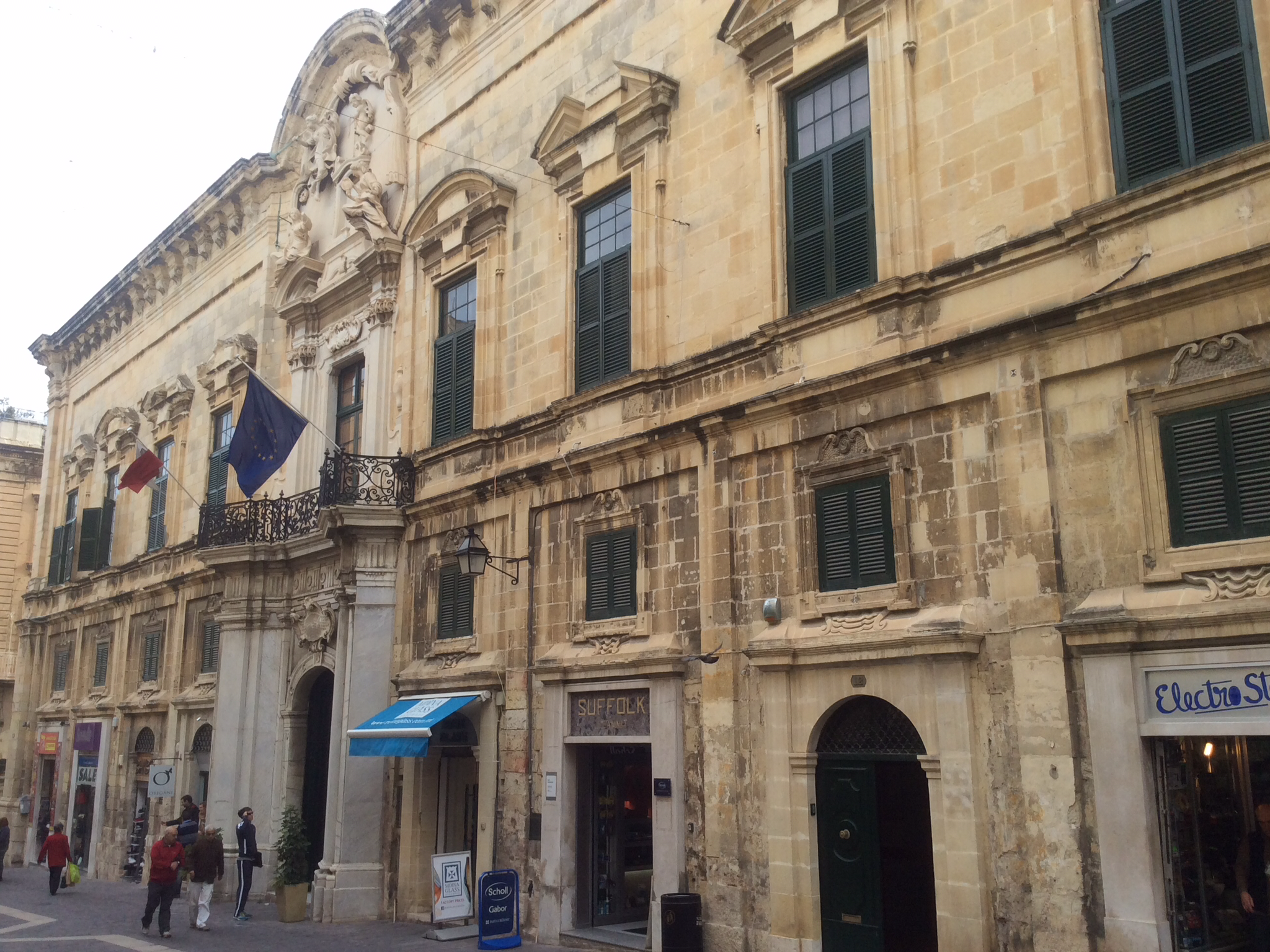
La Castellania

La Castellania (maltais: Il-Kastellanija) est un ancien palais de justice et une prison de La Valette, à Malte. Elle a été construite par l'ordre de Saint-Jean de Jérusalem entre 1757 et 1760, sur l'emplacement d'un ancien palais de justice qui avait été construit en 1572.

## Histoire
L'institution a été établie à Malte après l'arrivée de l'Ordre le 5 septembre 1533 sous la magistrature du grand maître Philippe de Villiers de L'Isle-Adam et elle est parfois connue sous le nom de Magnæ Curiæ Caſtellaniæ Melitenſis. Un premier bâtiment a été construit en 1572 à La Valette par le grand maître Jean L'Evesque de La Cassière et a probablement été conçu par Ġlormu Cassar, semblable à d'autres bâtiments de La Valette de la fin du XVIe siècle. Le bâtiment avait un aspect militaire, avec des angles massifs, typiques de Cassar. Bien que le bâtiment n'ait qu'un seul angle sur la rue Saint John. Une chapelle était située dans le bâtiment pour les services spirituels des prisonniers. Comme d'autres bâtiments importants, la Castellania était alimenté en eau par la connexion à l'aqueduc Wignacourt. En 1646, Pierre Garsin a été chargé d'exécuter des travaux au sein de la section pénitentiaire. Ces travaux étaient réalisés pour la consolidation des murs qui étaient dans un état proche du délabrement.
En 1757, le bâtiment actuel a été construit dans le style baroque sur des plans de l'architecte Francesco Zerafa et achevé, après sa mort par Giuseppe Bonici.
Elle était sous la responsabilité d'un président de la Castellania appelé aussi « Castellan » qui était chevalier de l'Ordre. Il était toujours cérémonieusement suivi par un page portant une verge sur un coussin lorsqu'il allait en public, la verge symbolisant sa responsabilité, ce qui lui valut le surnom de « capitaine de la verge ».